# Källnate
Källnate (Potamogeton coloratus) är en nateväxtart som beskrevs av Jens Wilken Hornemann. Källnate ingår i släktet natar, och familjen nateväxter. Enligt den svenska rödlistan är arten sårbar i Sverige. Arten förekommer på Gotland. Arten har tidigare förekommit i Götaland men är numera lokalt utdöd. Artens livsmiljö är sjöar och vattendrag, jordbrukslandskap.

## Bildgalleri

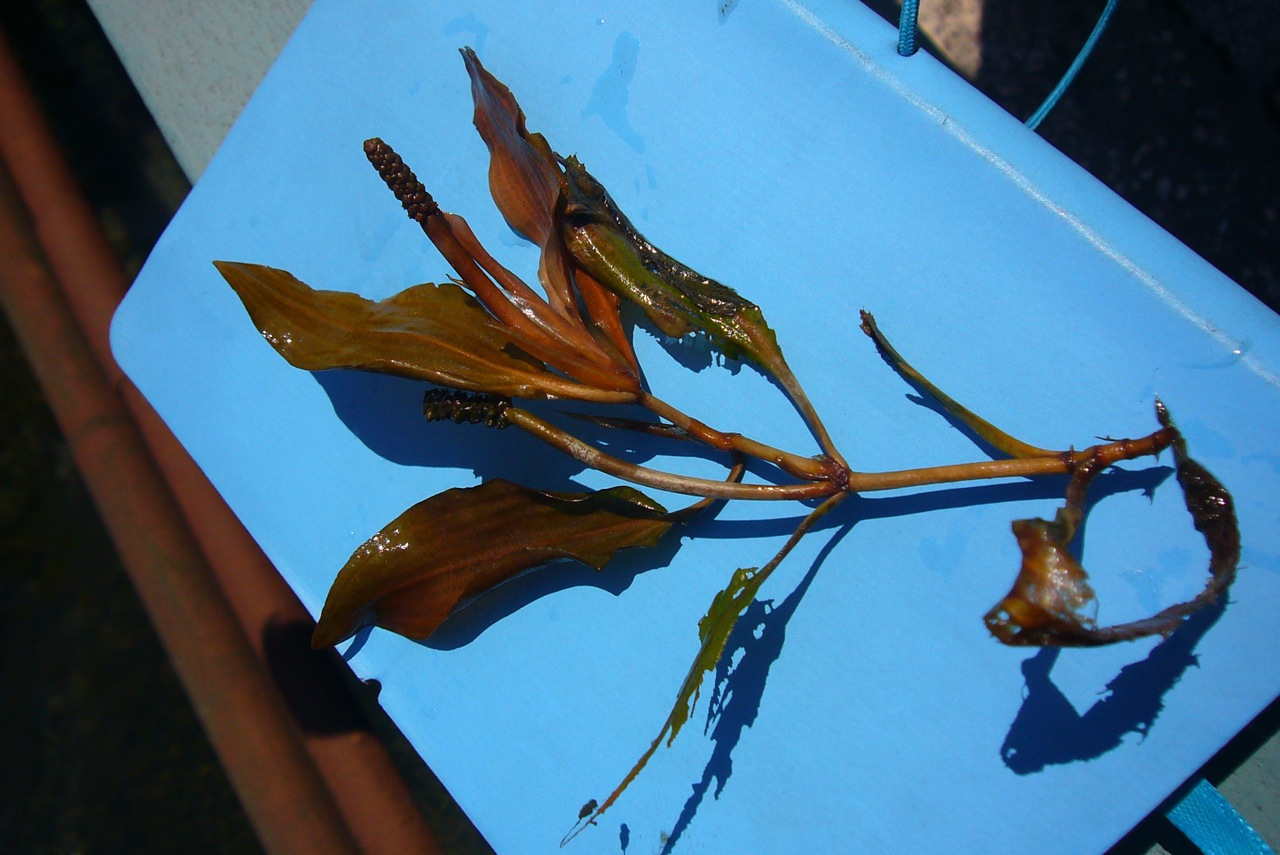